# قسم استرآباد الجنوبي الريفي (مقاطعة غرغان)
قسم استرآباد الجنوبي الريفي (بالفارسية: دهستان استرآباد جنوبی) هي منطقة ريفية تقع في قسم في إيران. يقدر عدد سكانها بـ 29,216 نسمة .